# 大阪府立平野支援学校
大阪府立平野支援学校（おおさかふりつ ひらのしえんがっこう）は、大阪府大阪市平野区長吉川辺三丁目にある特別支援学校。
小学部・中学部・高等部を設置し、肢体不自由のある児童・生徒を主な対象とした支援教育を行なっている。

## 沿革
- 1983年 - 大阪市立平野養護学校として開校。
- 2002年 - 南大阪療育園内に分教室を開設。
- 2009年 - 大阪市立平野特別支援学校に改称。
- 2016年 - 大阪府に移管。大阪府立平野支援学校に改称。

## 通学区域
- 阿倍野区
- 生野区
- 平野区
- 東住吉区（地下鉄玉出～平野を東西に結ぶ線以北）
- 天王寺区（千日前通以南）

## 交通
- 地下鉄谷町線 長原駅 南南東へ約600m
- 地下鉄谷町線 八尾南駅 北西へ約600ｍ